# هاينر براند
هاينر براند (بالألمانية: Heiner Brand) مواليد 26 يوليو 1952 في غومرسباخ، ألمانيا الغربية، هو لاعب كرة يد ألماني معتزل تحول إلى التدريب بعد الاعتزال. مثل منتخب ألمانيا لكرة اليد. شارك في دورة الألعاب الأولمبية الصيفية سنة 1976.

## روابط خارجية
- هاينر براند على موقع IMDb (الإنجليزية)
- هاينر براند على موقع كينوبويسك (الروسية)

- هاينر براند على موقع أوليمبيديا (الإنجليزية)